# ブログペット
ブログペット(Blog Pet)は、パワーテクノロジー株式会社が提供するブログパーツ。

## 概要
パワーテクノロジー株式会社が提供するブログパーツ。会員登録したユーザーがログインして貼り付けソースを取得し、各社のブログサービスのフリーエリア部分へ貼り付けた後、設置サイトにアクセスすることにより動作する。1アカウントにつき3匹（プラチナオーナーズクラブは9匹）まで飼育可能。但し2匹以上同時に表示できない。
一部の種類のペットを除き、ブログペットが設定したブログに記事を投稿することができる。その他アクセス解析・グループなどのサービスがある。
2010年11月15日、パワーテクノロジーは1ヵ月後に提供終了を発表した。

## 使用できるキャラクター

### Classic
開始当時からあるサービスでありキャラクターは動物。
- こいぬ
- こねこ
- こぺんぎん
- こぱんだ
- こうさぎ
- こねずみ
- こがめ
- こぶた

### CHILDON
ジャングルの奥の洞窟の先に水晶の山や海などがある地下世界に住んでいる設定。なお種類はブログに記事を投稿することができない。
- ツノブエピッコロ
- プヨヨミン
- イワガプリ
- アクマモドキ
- ユーボット

### i-VoCE
講談社のi-VoCEのキャラクター。
- 黒とりゅふ
- ももいろユニコーン
- なまけざんまい
- こすぷれたまご
- にじいろのなまこ

## プラチナオーナーズクラブ
月額費315円（税込）の有料サービス。オリジナルのフレームのアップロード・俳句などの機能及びアクセス解析保存日数や飼育個数が一般会員に比べて多くなる。今は有料課金サービスを停止している。